# Pląskowscy herbu Oksza

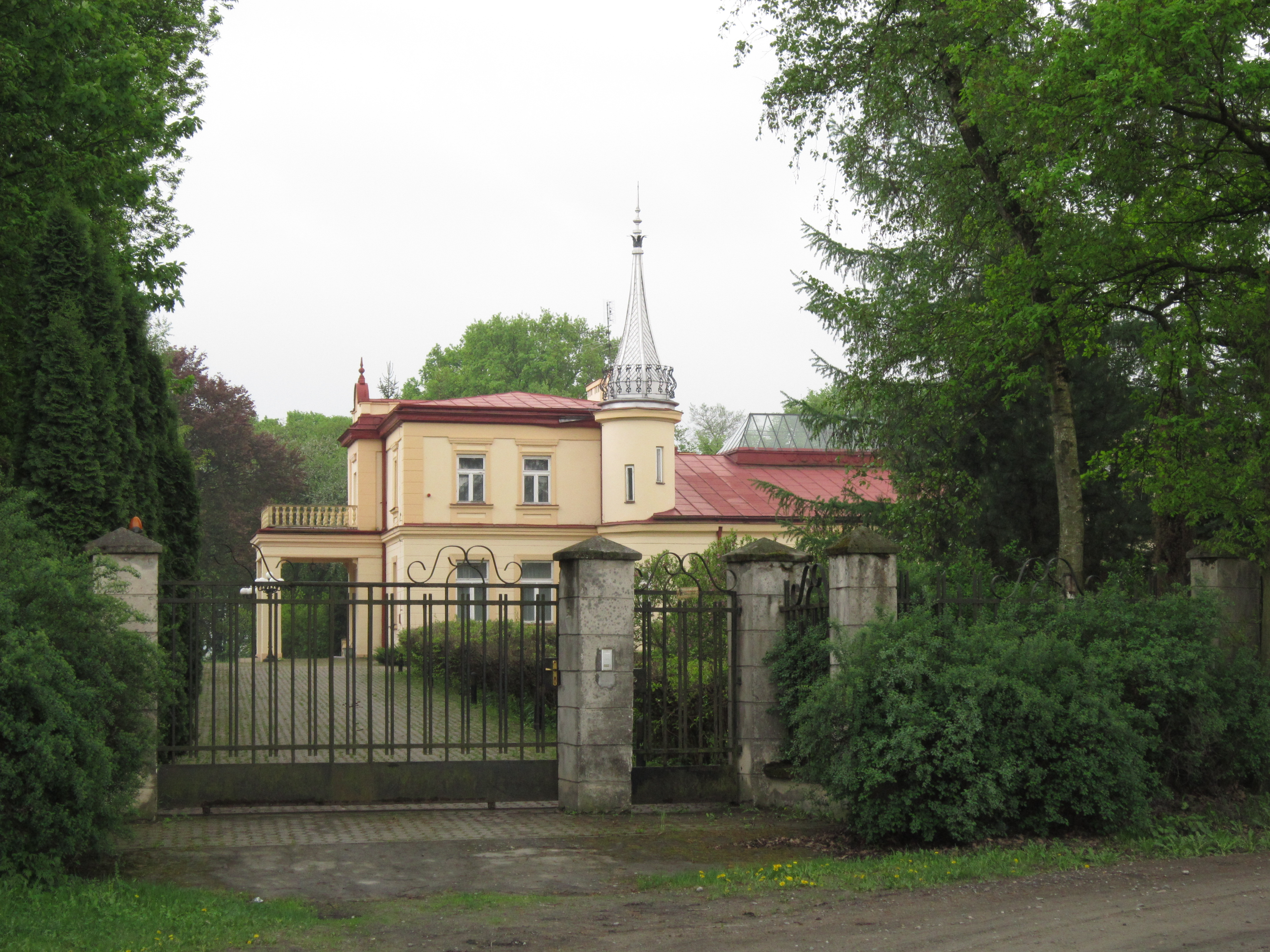
Dwór Pląskowskich w Głodowie

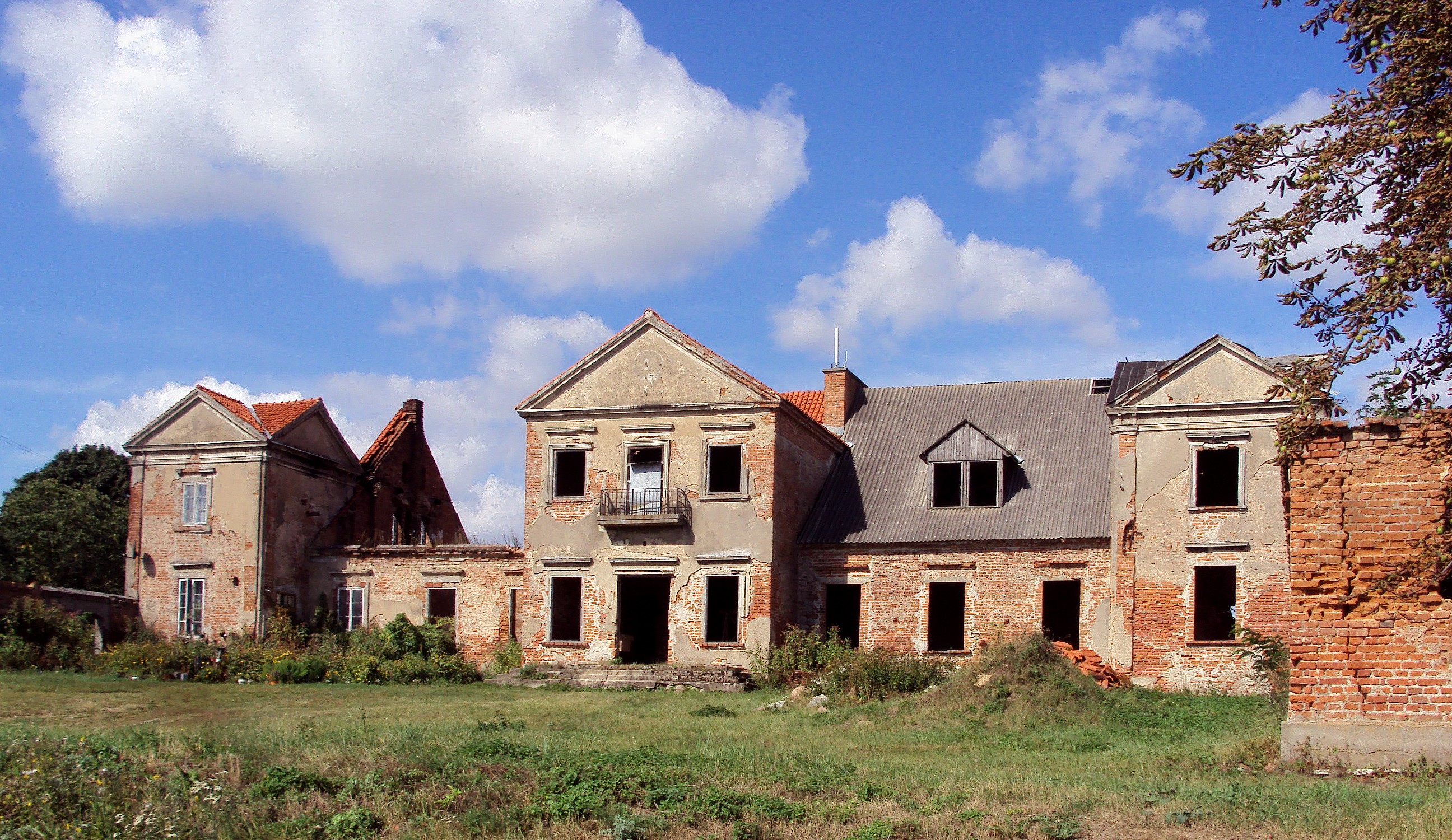
Ruiny Pałacu w Radzikach Małych, wzniesionego dla rodziny Pląskowskich

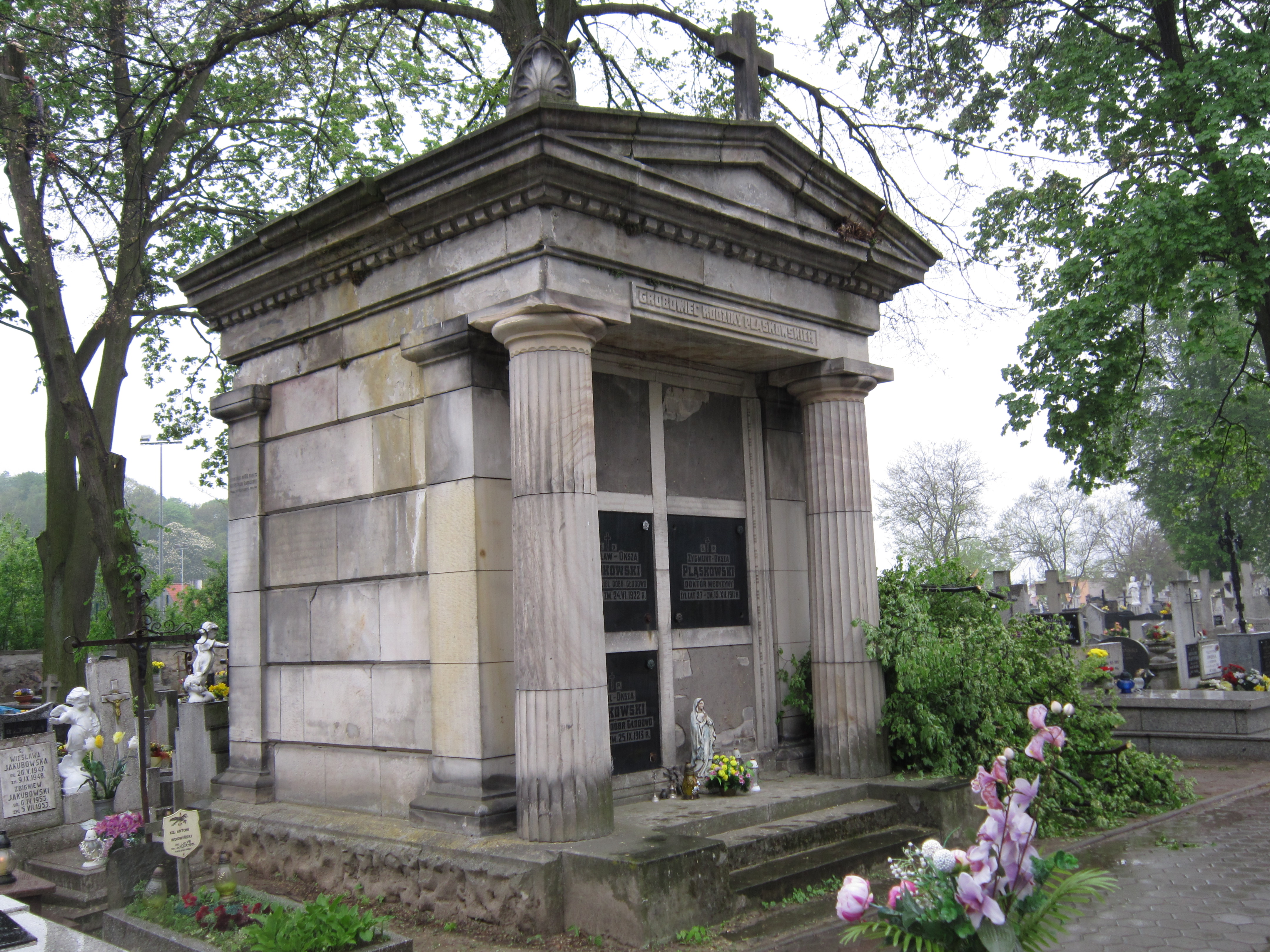
Grób Romualda, Karola i Władysława Pląskowskich w Lipnie

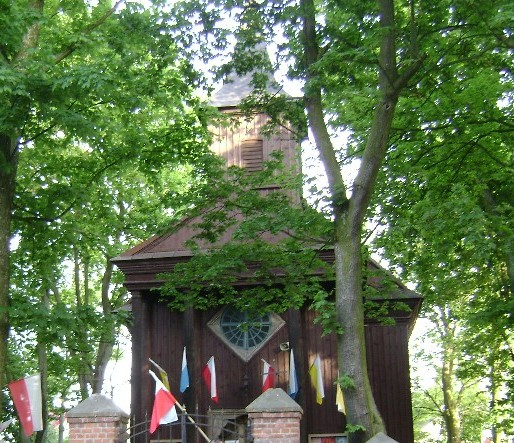
Drewniany Kościół w Czarnem fundacji
Michała Pląskowskiego

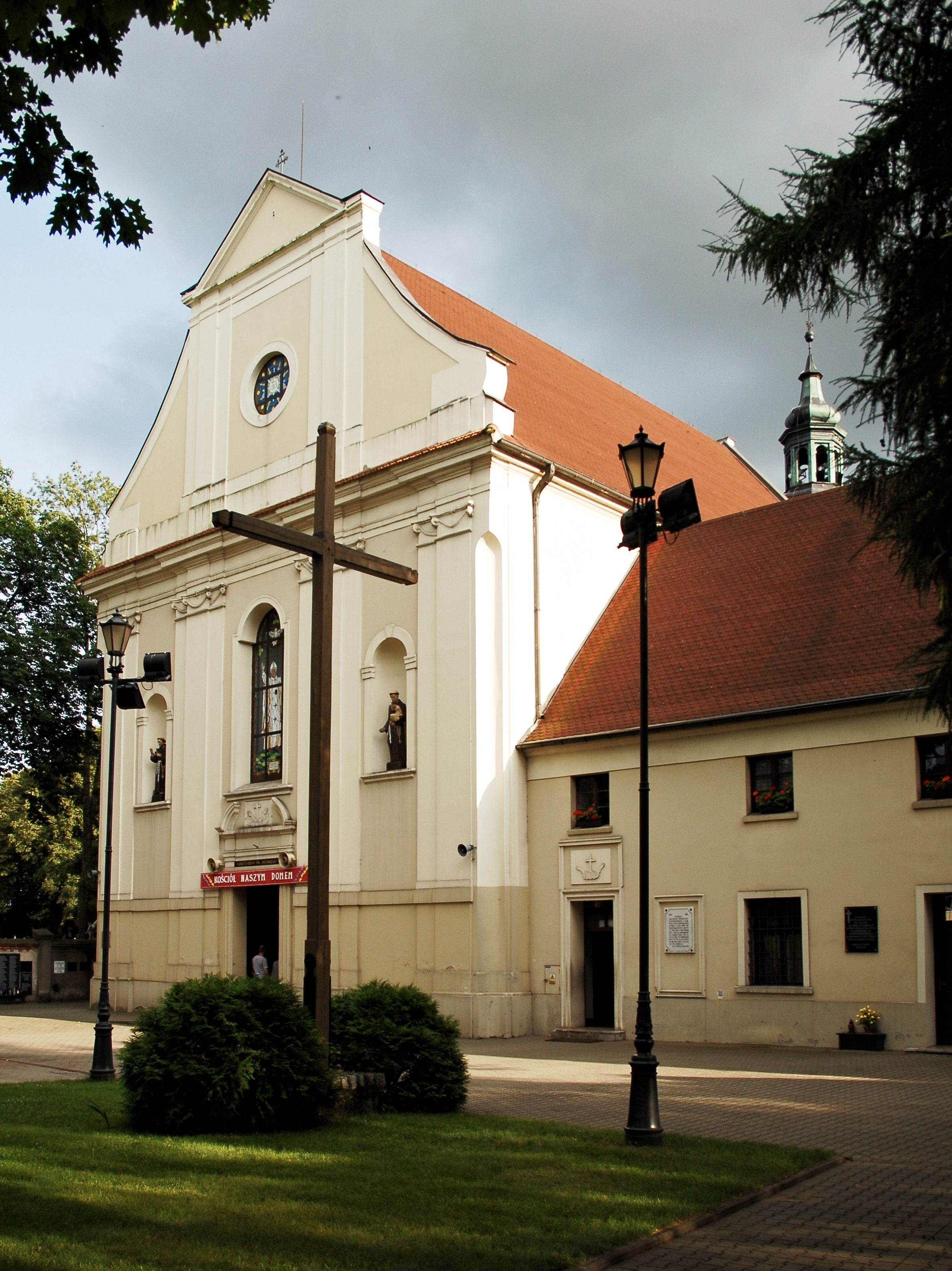
Kościół i klasztor reformatów w Brodnicy fundacji Józefa i Rozalii Pląskowskich

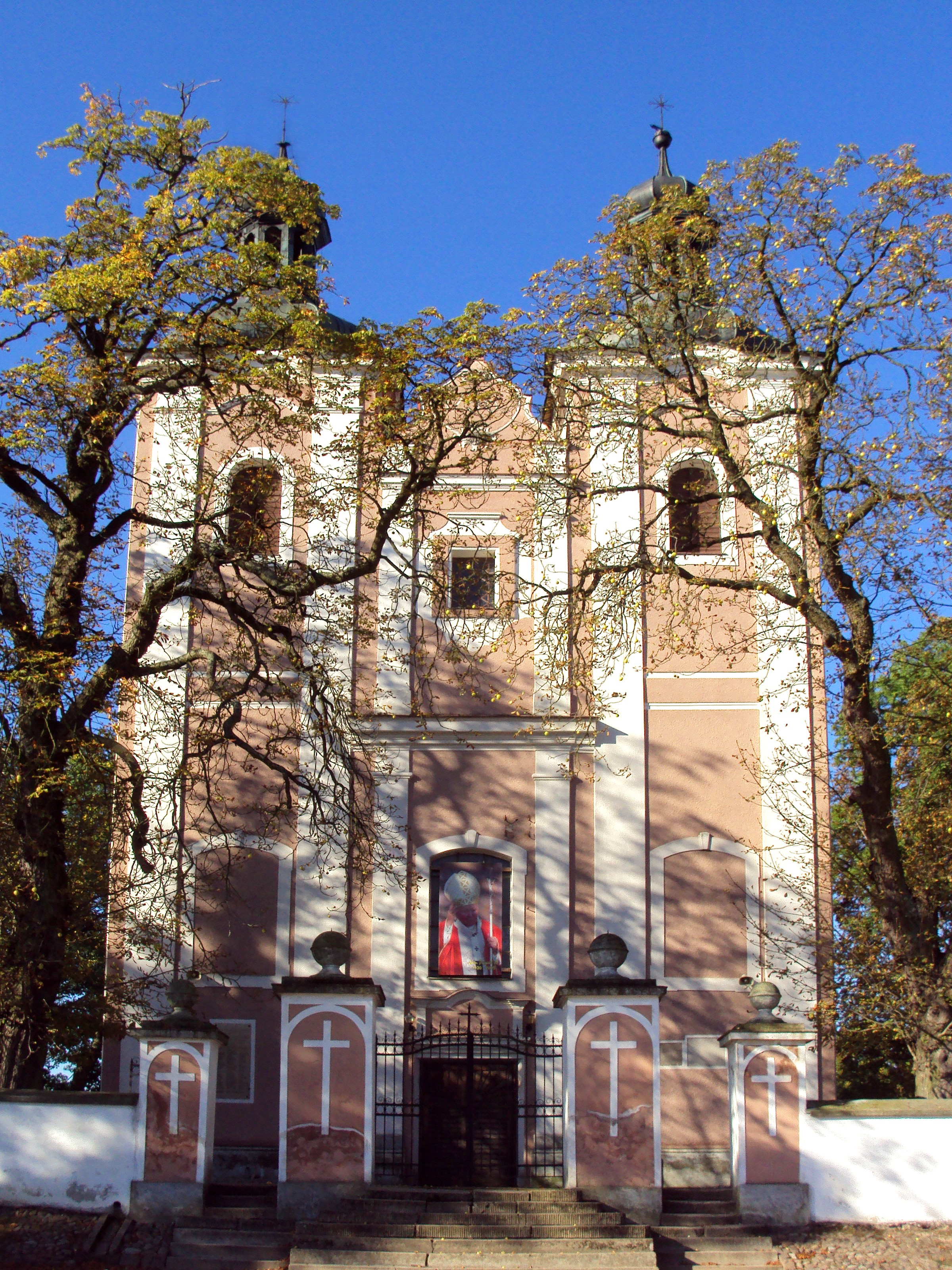
Kościół w Sadłowie fundacji Olbrachta Pląskowskiego

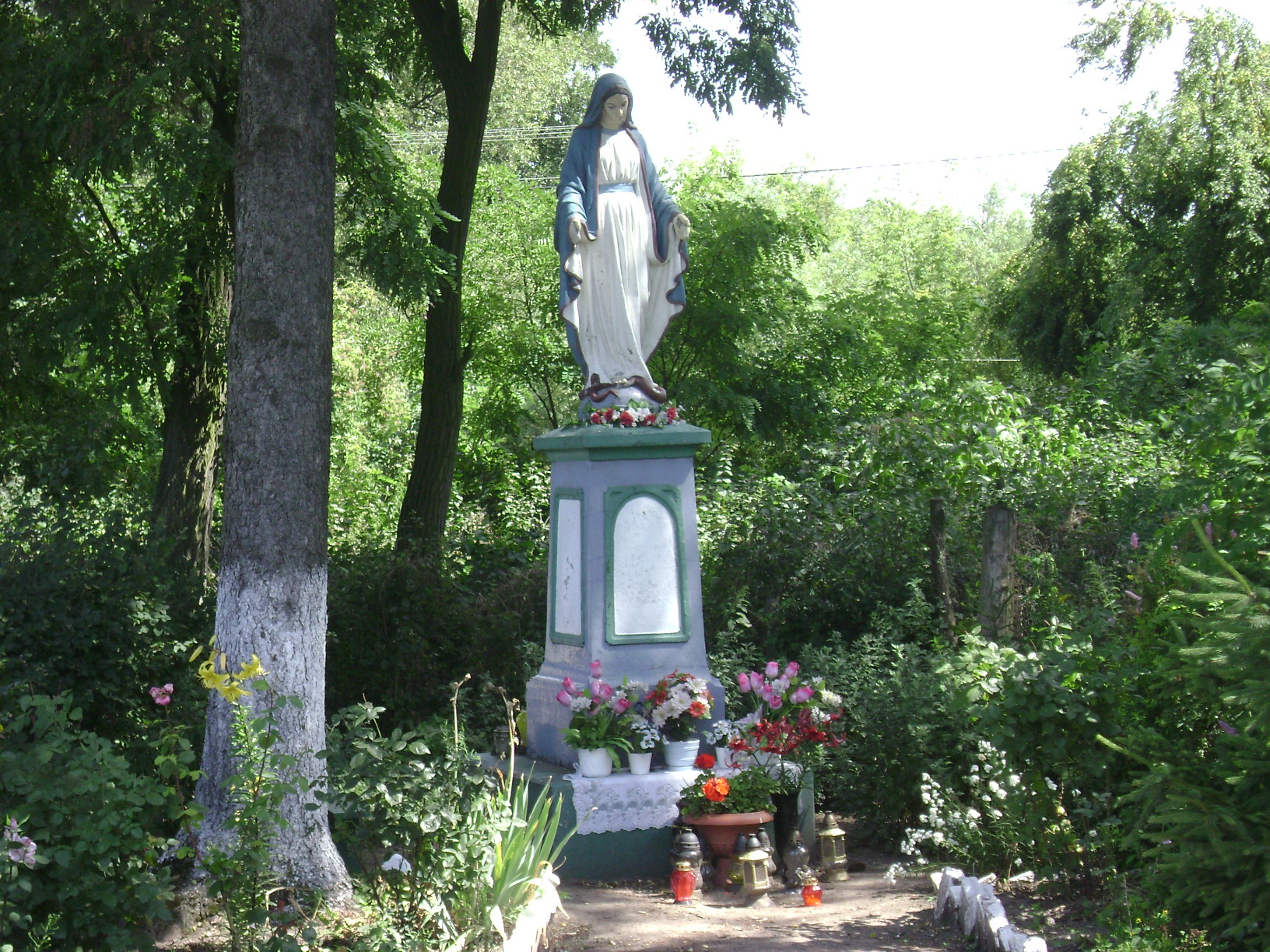
Figura Matki Boskiej przed Dworem w Głodowie

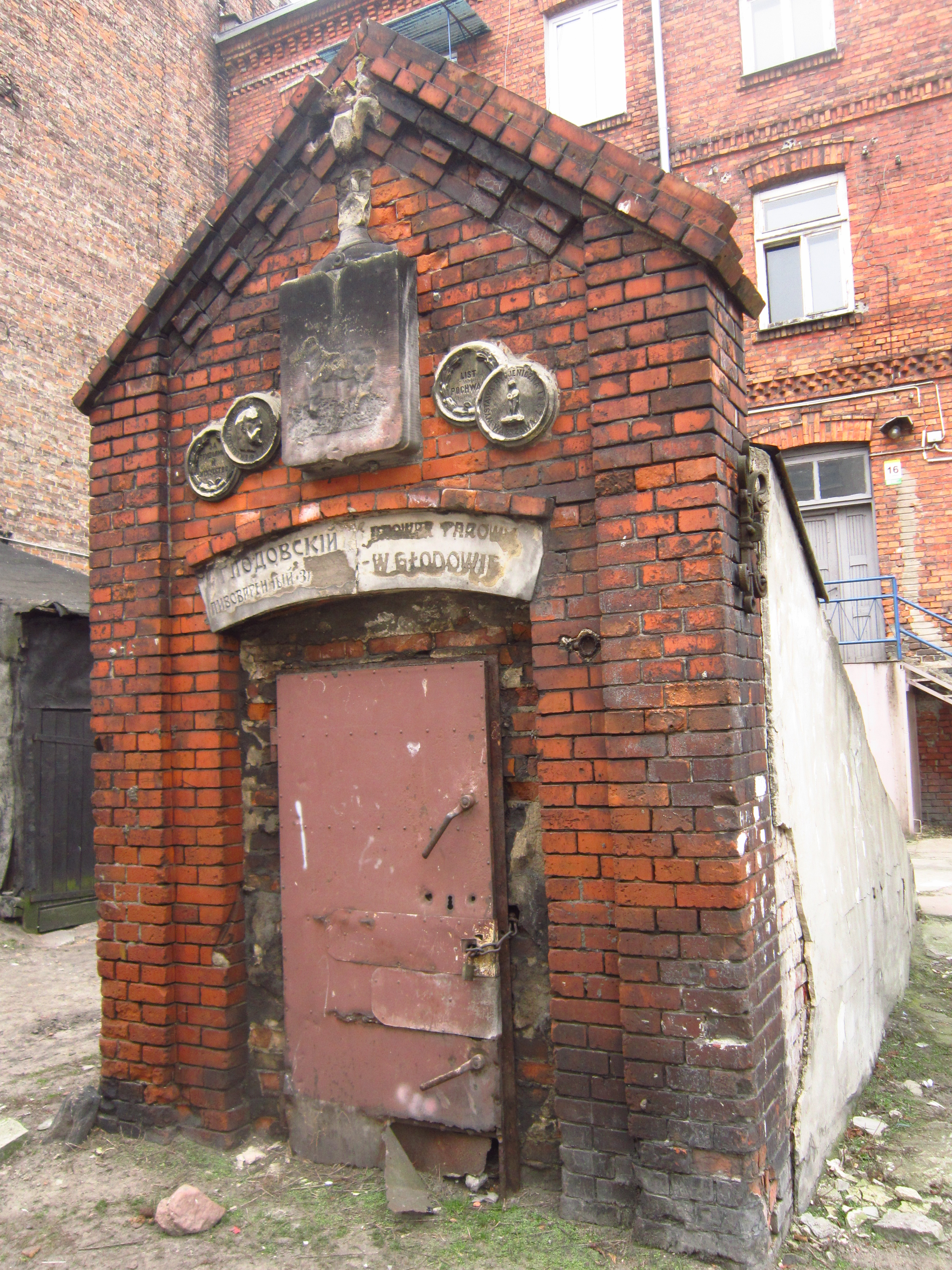
Pozostałości po włocławskiej filii browaru Karola Pląskowskiego

Pląskowscy – nazwisko polskiej rodziny szlacheckiej.

## Historia

### Pierwsze wzmianki (XVI-XVII wiek)
Nazwisko Pląskowski pojawia się po raz pierwszy w dokumentach z XVI wieku. Jest ono eponimem od nazwy wsi Pląskowo. Pląskowscy pieczętowali się herbem Oksza, a ich zawołaniem rodowym było Kołda. Prawdopodobnie wywodzą się więc z czeskiego rodu Werszowców. Najstarszym znanym przedstawicielem rodu jest Jakub Kołdras Pląskowski, urodzony około 1510 roku. W 1603 roku pojawia się wzmianka nt. Jana Pląskowskiego, właściciela wsi Złotniki. Stąd opinia, że rodzina miała się wywodzić z Wielkopolski.
W II połowie XVII wieku bracia Adam i Maciej Pląskowscy sprzedają dobra dziedziczne w Chełmach i osiedli na ziemi dobrzyńskiej. Adam nabywa wieś Jaszcz, zaś Maciej Rówienicę. Po śmierci Macieja, Rówienicę przejmuje jego syn Wojciech, który sprzedaje ją swojemu stryjecznemu bratu. Potomkowie Wojciecha będą wywierać duży wpływ na ten region aż do I połowy XX wieku.

### Linia z Sadłowa (I połowa XVIII wieku-1776)
W połowie XVIII wieku Olbracht Pląskowski (zm. 1776), syn Wojciecha był właścicielem wsi Sadłowo. W latach 1752–1756 ufundował tamtejszy Kościół, zaś jego konsekracji dokonał brat Olbrachta, biskup Fabian Franciszek Pląskowski. W 1775 r. biskup Pląskowski ufundował także dzwon kościelny. Po śmierci Olbrachta w 1776 roku, wieś przeszła w posiadanie Stefana Romockiego, który był zięciem Olbrachta.

### Linia z Chojna i Radzik Małych (1730-1825)
W 1730 r. Franciszek Pląskowski, syn Wojciecha nabył od Tomasza Rutkowskiego dobra Chojno za cenę 35 tysięcy tymfów. Po jego śmierci dobra Chojno przejął jego syn Olbracht. Przed 1789 rokiem właścicielkami dóbr były córki Olbrachta, Dioniza Julianna Morzycka i Kandyda Besiekierska (zm. 1842), obie pochowane w klasztorze we Włocławku. Następnie nabył je kanonik chełmiński Ksawery Pląskowski. W 1807 roku sprzedał wieś Ludwikowi Borzewskiemu.
W XVIII wieku właścicielem wsi Radziki Małe i Łapinóżek był Józef Pląskowski, syn Wojciecha (ok. 1700–1773). Wieś Łapinóżek miała następnie należeć do jezuitów z Grudziądza, a po kasacie zakonu do ks. Andrzeja Pląskowskiego, syna Józefa. Przed 1802 rokiem Łapinóżek odkupił landrat Grąbczewski z Torunia.
Po śmierci Józefa, Radziki Małe przejął jego syn, kanonik chełmiński Ksawery Pląskowski. Według innych źródeł, jego brat kanonik poznański Andrzej miał także być współwłaścicielem miejscowości. W tym czasie powstał tu pałac, którego ruiny istnieją do dziś. Bracia wznieśli w Radzikach Małych kaplicę, a na terenie pałacu Andrzej zbudował drugą, prywatną kaplicę.
Przez jakiś czas właścicielem Radzik Małych miał być Ignacy Pląskowski (zm. 1833). Przed 1825 rokiem wieś nabył wspomniany wyżej Grąbczewski z Torunia.

### Linia z Czyżewa i Rakowa (XVIII wiek)
Ignacy Pląskowski, syn Józefa (zm. 1773) był właścicielem wsi Czyżewo i Rakowo. Jako właściciel Rakowa wymieniany jest też Franciszek Pląskowski, syn Jana i wnuk Józefa.

### Linie z Ruszkowa, Czarnego i Głodowa (II połowa XVIII wieku-1927)
Jan Pląskowski, syn Józefa (zm. 1773) miał być właścicielem wsi Ruszkowo. Około 1789 roku wieś odziedziczył jego syn Józef. Na początku XIX wieku majątek przechodzi w ręce jego syna, Ignacego Piotra i córki Tekli. W 1814 roku Ignacy Piotr spłacił swoją siostrę, stając się jedynym właścicielem Ruszkowa.
Do 1818 r. Ignacy Piotr Pląskowski skupił dobra w Głodowie, należące do rodziny jego matki, Józefaty z Ośniałowskich. Dobra te wyceniono na 300 tysięcy złotych. Oprócz Głodowa, w skład majątku miały należeć też wsie Glewo i Huta. W 1820 r. zbudował w Głodowie dwór i założył park, prowadził też hodowlę owiec. Poprzez małżeństwo, w 1823 roku stał się właścicielem ziemi w Kłokocku, które w 1837 r. odsprzedał swojemu szwagrowi Damazemu Sumińskiemu. W 1852 r. sprzedał ziemie w Ruszkowie Władysławowi Gniazdowskiemu. Z powodu długów zaciągniętych w Towarzystwie Kredytowym Ziemskim guberni płockiej, w 1873 r. sprzedał dobra w Głodowie swojemu kuzynowi Ignacemu Kazimierzowi za cenę 31 tysięcy złotych. Ignacy Kazimierz w 1847 r. otrzymał od ojca wieś Czarne, a w 1853 r. nabył wieś Konotopie. Dołączając do tego Głodowo, stworzył największy majątek ziemski tej rodziny. W swojej siedzibie w Czarnem wzniósł przestronny dwór w stylu saskim.
W XVIII wieku Piotr Pląskowski, syn Wojciecha nabył wieś Czarne. Po jego śmierci w 1789 roku majątek objął syn Michał, fundator drewnianego Kościoła pw. św. Michała w Czarnem, nazwanego tak na cześć jego fundatora. Po śmierci Michała w 1812 r. majątek przejął jego syn Antoni. W 1815 r. wykupił go brat Antoniego, Kajetan Cyprian. W tym czasie w skład majątku Czarne wchodziły też folwarki Józefowo, Bałdowo i Rumunki. W 1847. Czarne przejmuje jego syn Ignacy Kazimierz. Folwark Józefowo pozostaje własnością jego ojca. Później Ignacy połączony swoją ojcowiznę z ziemiami, które nabył od swojego kuzyna Ignacego Piotra.
W 1877 r. Ignacy Kazimierz przekazał Konotopie i Głodowo swojemu synowi, Karolowi Pląskowskiemu. W tej ostatniej, w latach 1881–1906 buduje nowy dwór, umieszczony na terenie parku ufundowanego przez Ignacego Piotra Pląskowskiego, w miejscu poprzedniego dworu. W Głodowie powstaje browar działający do 1935 roku oraz cegielnia. Po śmierci ojca w 1888 r. odziedziczył wieś Czarne. W 1889 roku nabywa wieś Bałdowo. Sprzedaje natomiast wsie Konotopie (w 1892) i Czarne (w 1893). Równocześnie brat Ignacego, Romuald Pląskowski osiąga sukces jako psychiatra, publikuje też liczne pracy z tej dziedziny.
Po śmierci Karola w 1913 r., wieś Bałdowo przejmuje wdowa po nim. W 1920 r. odkupuje ją ich syn Władysław Bonifacy, który w dwa lata później sprzedaje ją państwu Turantom. Głodowo zostało podzielone między potomków Karola, przy czym jego zarządcą zostaje najstarszy syn Stanisław Pius. Po śmierci Stanisława zarządcą dóbr zostaje wspomniany Władysław Bonifacy. Z czasem popada w coraz trudniejszą sytuację materialną. W 1927 r. sprzedaje i opuszcza dobra w Głodowie.

### Linia z Osówki i Gozd (1826-II połowa XIX wieku)
3 lipca 1826 roku Ignacy Pląskowski (zm. 1833) wykupił od Głównego Banku Berlińskiego wieś Osówka. Był on także właścicielem dóbr Gozdy. Po jego śmierci w 1833 roku, wieś przeszła w ręce jego synów, Aleksego Aleksandra Alojzego i Eugeniusza Erazma Euzebiusza. Niektóre źródła podają jako właścicieli Seweryna i Eugeniusza. W 1835 r. część dóbr została skonfiskowana na rzecz skarbu Królestwa Polskiego, z powodu udziału Eugeniusza w powstaniu listopadowym. W 1837 r. władze odstąpiły od konfiskaty i przywróciły wieś Eugeniuszowi i Sewerynowi. W kolejnym roku Trybunał Płocki zarządził wystawienie dóbr Osówka na sprzedaż. 19 czerwca 1838 roku właścicielką Osówki została Agnieszka Pląskowska z Kozłowskich, żona Seweryna Pląskowskiego, który także był synem Ignacego. 3 stycznia 1862 wieś odkupił za cenę 20 tysięcy złotych syn Seweryna, Wiktor Pląskowski. Gozdy pozostały natomiast w rękach Agnieszki Pląskowskiej. Później odziedziczyć ją miał Jan Pląskowski, syn Seweryna.

### Pozostałe gałęzie, fundacje, wojskowi
Do rodziny Pląskowski należała także wieś Suradówek.
Przedstawiciele rodu dokonali kilku fundacji kościelnych. Józef Pląskowski (ok. 1700–1773) wraz z żoną Rozalią z Czapskich (zm. 1755) sprowadzili do Brodnicy reformatów i ufundowali im Kościół z klasztorem. Tam zostali pochowani, a ich syn kanonik warmiński Andrzej wystawił im epitafium. Sam został pochowany w tym Kościele w 1802 roku. W 1793 r. Michał Pląskowski ufundował drewniany Kościół pw. św. Michała w Czarnem. W 1755 r. Biskup Fabian Franciszek Pląskowski dokonał koronacji figury Matki Boskiej Skępskiej. W kolejnym roku konsekrował Kościół w Sadłowie, wzniesiony przez jego brata Olbrachta. W 1755 r. ufundował dzwon w tamtejszym Kościele. Został pochowany w Katedrze w Chełmży, gdzie znajduje się jego epitafium. W 1775 roku bracia Andrzej i Ksawery Pląskowscy zostali wymienieni jako posesorzy kaplicy w Radzikach Małych. W swoim pałacu w Radzikach Małych, Andrzej Pląskowski posiadał też prywatną kaplicę. W 1918 roku, jako wyraz wdzięczności za szczęśliwy powrót Władysława Bonifacego Pląskowskiego z I wojny światowej, jego matka Maria ufundowała przy Dworze w Głodowie figurę Matki Boskiej, istniejącą do dziś. W Sanktuarium w Skępem znajduje się epitafium Tekli Pląskowskiej, zmarłej w 1833 roku.
W 1683 roku bracia Stanisław i Aleksander Pląskowscy polegli w bitwie wideńskiej. Przedstawiciele rodu brali udział m.in. w powstaniach: listopadowym i styczniowym, wojnie polsko-austriackiej, I wojnie światowej i wojnie polsko-bolszewickiej. Członkowie rodziny pełnili wysokie funkcje kościelne, a także wstępowali do zakonów: benedyktynów, dominikanów, franciszkanów i jezuitów.
Przez małżeństwo są spokrewnieni z takimi rodami jak: Trzcińscy, Zboińscy, Kowalewscy.

## Przedstawiciele rodu

### I pokolenie
- Adam Pląskowski - dziedzic dóbr w Chełmach, następnie właściciel wsi Jaszcz.
- Maciej Pląskowski - sądowy człuchowski, dziedzic dóbr w Chełmach, następnie właściciel wsi Rówienica.

### II pokolenie
- Adam Jan Pląskowski, syn Adama- kanonik kruszwicki i oficjał bydgoski.
- Jakub Pląskowski - pisarz grodzki i ziemski pomorski, dwukrotny deputat na Trybunał Koronny.
- Aleksander i Stanisław Pląskowscy, syn Adama - polegli w bitwie wiedeńskiej 1683 roku.
- Paweł Pląskowski, syn Adama - w służbie na dworze królewskim.
- Mikołaj Pląskowski (ur. ok. 1700), syn Adama - sędzia ziemski w Świeciu.
- Franciszek Pląskowski, syn Macieja - żołnierz wojsk brandenburskich, cesarskich i litewskich.
- Wojciech Pląskowski (ur. ok. 1700), syn Macieja - właściciel Rówiennicy.

### III pokolenie
- Józef Pląskowski, syn Mikołaja - sędzia ziemski w Świecku, deputat pomorski na Trybunał Koronny.
- Franciszek Pląskowski, syn Wojciecha - żołnierz Rzeczypospolitej, także w służbie na dworze królewskim, właściciel wsi Chojno.
- Olbracht Pląskowski (zm. 1776), syn Wojciecha - starosta lidzbarski, poseł na sejm 1733, właściciela Sadłowa, fundator tamtejszego Kościoła.
- Józef Pląskowski (ok. 1700–1773), syn Wojciecha - starosta brodnicki od 1730 roku, w 1740 roku był deputowanym do Trybunału Koronnego, właściciel wsi Radziki Małe i Łapinóżek, fundator Kościoła i klasztoru w Brodnicy, tam pochowany.
- Fabian Franciszek Pląskowski (1705–1784), syn Wojciecha - biskup chełmiński, konsekrował i ufundował dzwony w Kościele w Sadłowie, koronował figurę Matki Boskiej Skępskiej. Pochowany w Katedrze w Chełmży.
- Piotr Pląskowski (ur. ok. 1725), syn Wojciecha - sędzia sądu lipnowskiego, starosta bobrownicki, właściciel dóbr Czarne z Józefowem, Bałdowem i Rumunkami. Według niektórych źródeł także właściciel Suradówka i Piaseczna. Pochowany w klasztorze w Skępem.

### IV pokolenie
- Olbracht, syn Franciszka - elektor z ziemi dobrzyńskiej w 1764 roku, właściciel dóbr Chojno.
- Anna Rowecka, córka Olbrachta - właścicielka Sadłowa.
- Michał Pląskowski (1742–1812), syn Piotra - koniuszy dworski w Opalenicy (XVIII wiek), sędzia dobrzyński, elektor w 1764 roku, właściciel wsi Czarne z Józefowem, Bałdowem i Rumunkami. Fundator Kościoła w Czarnem.
- Jan Pląskowski (zm. 1789), syn Józefa (zm. 1773) - wymieniony jako podstoli dobrzyński w 1766 roku, właściciel Ruszkowa.
- Andrzej Pląskowski (1736–1802), syn Józefa (zm. 1773) - archidiakon poznański, kanonik warmiński i chełmiński, właściciel Łapinóżek i Radzik Małych, pochowany w Kościele Reformatów w Brodnicy.
- Ksawery Pląskowski, syn Józefa (zm. 1773) - kanonik warmiński i chełmiński, właściciel Radzik Małych i Chojna.
- Ignacy Pląskowski, syn Józefa (zm. 1773) - wymieniony jako wojski mniejszy bydgoski w 1765 roku, właściciel wsi Czyżewo i Rakowo.

### V pokolenie
- Dioniza Julianna Morzycka (1777–1855) i Kandyda Besiekierska (ok. 1790–1842), córki Olbrachta - właścicielki Chojna, pochowane w klasztorze we Włocławku.
- Józef Pląskowski (1758–1836), syn Jana - sędzia ziemski świecki w latach 1758–1781, właściciel Ruszkowa.
- Franciszek Pląskowski, syn Jana - wymieniany jako właściciel Rakowa.
- Ignacy Pląskowski (zm. 1833), syn Jana - właściciel wsi Osówka, Gozdy i Radziki Małe.
- Antoni Pląskowski, syn Michała - właściciel Czarnego z Józefowem, Bałdowem i Rumunkami.g
- Kajetan Cyprian Pląskowski (1781–1869), syn Michała - podpułkownik wojsk polskich, także prezes Towarzystwa Kredytowego Ziemskiego guberni płockiej, właściciel wsi Czarne z Józefowem, Bałdowem i Rumunkami.

### VI pokolenie

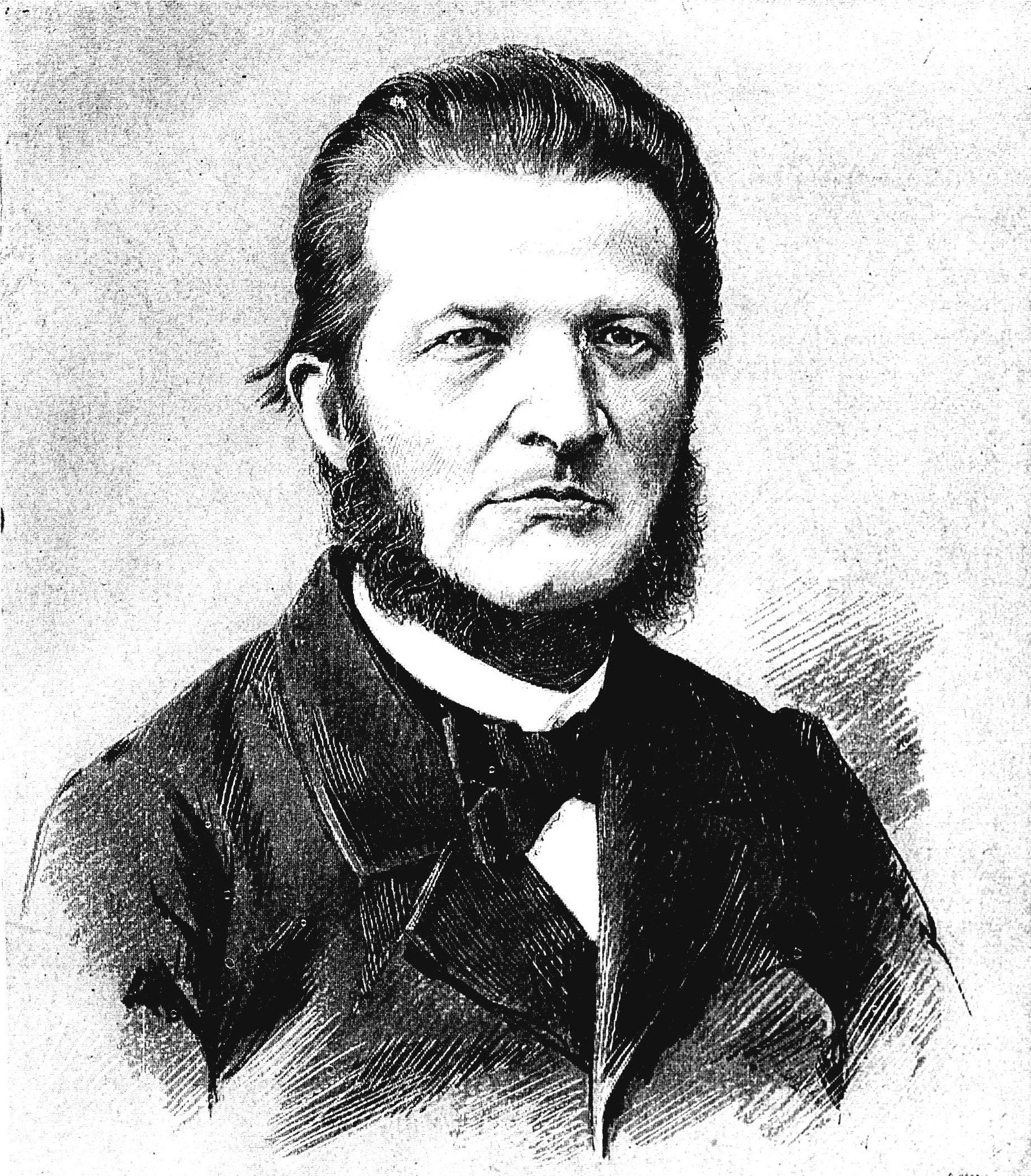
Romuald Pląskowski

- Ignacy Piotr Pląskowski (ur. ok. 1800), syn Józefa - właściciel Ruszkowa, Głodowa i Kłokocka. Zleceniodawca budowy pierwszego dworu w Głodowie i istniejącego do dziś parku.
- Tekla Pląskowska (zm. 1833), córka Józefa - właścicielka Ruszkowa, pochowana w klasztorze w Skępem.
- Aleksander Pląskowski - właściciel Osówki.
- Eugeniusz Pląskowski (1804–1882), syn Ignacego - podporucznik powstania listopadowego, właściciel Osówki.
- Seweryn Pląskowski, syn Ignacego - mąż Agnieszki z Kozłowskiej, właścicielki Osówki.
- Felicjan Pląskowski (1828–1858), syn Kajetana - urzędnik administracji.
- Ignacy Kazimierz Pląskowski (1818–1888), syn Kajetana - sędzia pokoju powiatu lipnowskiego i publicysta, właściciel Głodowa, Czarnego, Bałdowa, Rumunek i Konotopii. Zleceniodawca budowy dworcu w Czarnem.
- Romuald Pląskowski (1821–1896), syn Kajetana - psychiatra i publicysta

### VII pokolenie
- Leonard Pląskowski (1819–1881), syn Ignacego Piotra - powstaniec styczniowy.
- Włodzimierz Józef Pląskowski (1833–1899), syn Ignacego Piotra - literat, pochowany na Powązkach.
- Karol Teodor Pląskowski (1850–1913), syn Ignacego Kazimierza - piwowar, właściciel Głodowa, Czarnego, Konotopii i Bałdowa. Zleceniodawca budowy nowego, istniejącego do dziś Dworu w Głodowie.
- Wiktor Pląskowski, syn Seweryna - właściciel Osówki.
- Jan Pląskowski, syn Seweryna - właściciel wsi Gozdy.

### VIII pokolenie
- Stanisław Pius Pląskowski (1883–1922), syn Karola - uczestnik wojny polsko-bolszewickiej, rządca dóbr w Głodowie.
- Władysław Bonifacy Pląskowski (1886–1936), syn Karola - weteran I wojny światowej, ostatni ziemianin z rodu Pląskowskich, właściciel Bałdowa i rządca dóbr w Głodowie.

### IX pokolenie
- Janusz Kiełczewski - ułan Legionów Piłsudskiego.

### Pozostali członkowie rodu
- Jakub Pląskowski - pierwszy znany przedstawiciel rodu, urodzony około 1510 a zmarły przed 1564 rokiem.
- Franciszek Kazimierz Pląskowski - podczaszy Trembowelski, pisarz skarbu koronnego, komisarz do granic z Marchią Brandenburską (XVII wiek).
- Maciej Pląskowski - sędzia człuchowski (XVIII wiek).
- Adam Pląskowski - zdymisjonowany kapitan sztabowy, ranny w czasie powstania styczniowego, sybirak.
- Bolesław Pląskowski - poległ w powstaniu styczniowym.
- Władysław Pląskowski - powstaniec styczniowy[1][2][3][4][5][9][10].